# Alex Raymond

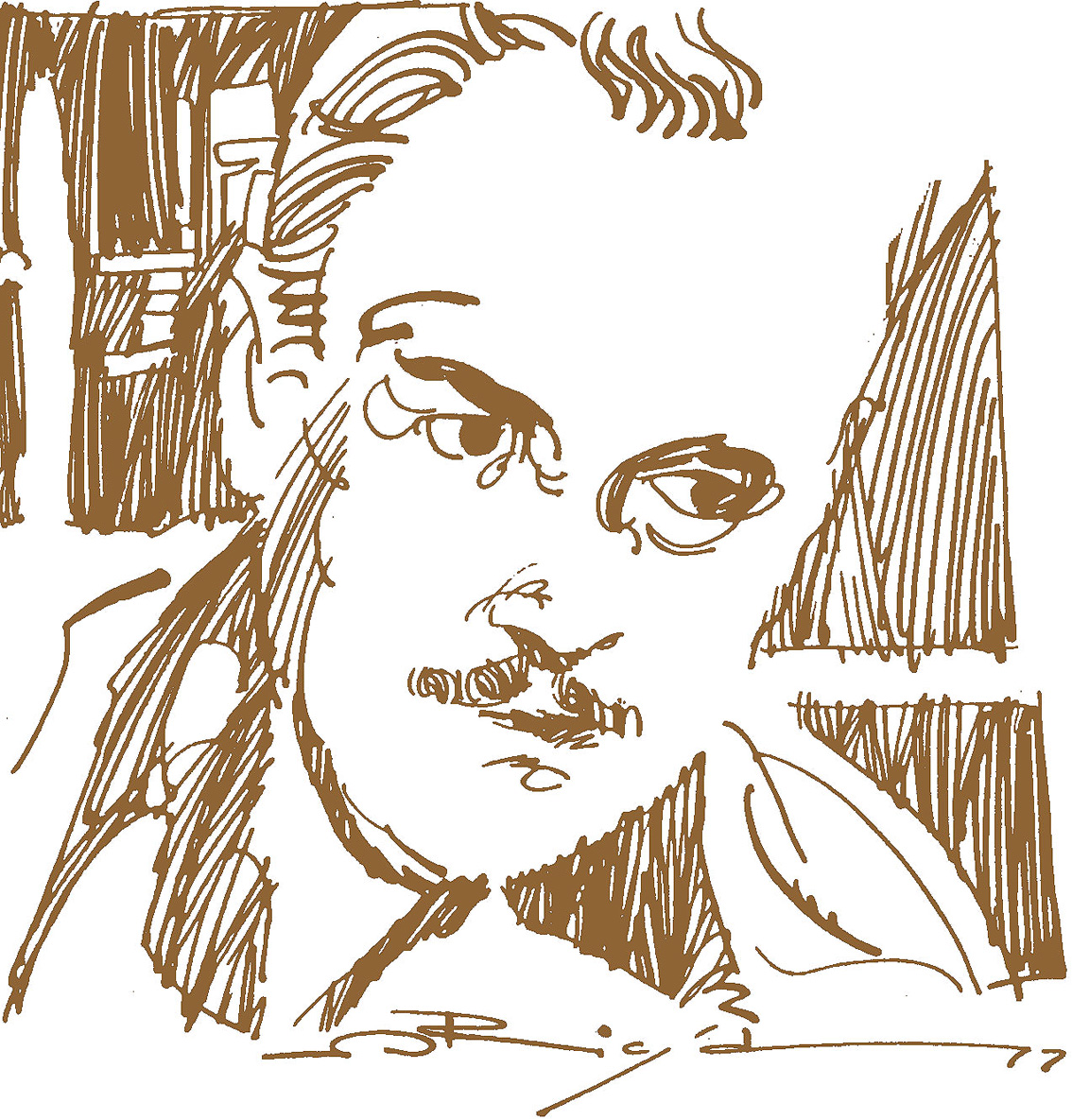
Alex Raymond

Alex Raymond (* 2. Oktober 1909 in New Rochelle; † 6. September 1956) war ein US-amerikanischer Comiczeichner.
Zu Beginn seiner Karriere war Raymond Ghost-Zeichner bei in Zeitungen erscheinenden Comic-Serien bereits etablierter Zeichner, etwa bei Tim Tyler’s Luck von Lyman Young oder Tillie the Toiler von Russ Westover. Ende 1933 gewann er einen Wettbewerb des Zeitungsverlags King Features und durfte die von Dashiell Hammett geschriebene Detektiv-Comicserie Secret Agent X-9 gestalten, die am 22. Januar 1934 in den Zeitungen debütierte. Bereits am 7. Januar desselben Jahres waren zwei weitere Serien Raymonds gestartet: der klassische Science-Fiction-Comic Flash Gordon und Jungle Jim. Während Raymond Secret Agent X9 bereits 1935 aus Arbeitsüberlastung abgab, betreute er Flash Gordon und Jungle Jim bis zu seinem Eintritt in die Armee 1944. Während des Zweiten Weltkriegs diente Raymond bei den US Marines. Ab 1946 erschien täglich sein Comic-Strip um den Meisterdetektiv Rip Kirby. Im Jahre 1949 hat er für diese Serie von der National Cartoonists Society den Preis Reuben Award erhalten. Von 1950 bis 1951 war er Präsident der National Cartoonists Society.
Alex Raymond starb 1956 an den Folgen eines Autounfalls in der Nähe von Westport.
Er ist der Großonkel des Schauspielers Matt Dillon.
| Personendaten    | Personendaten              |
| ---------------- | -------------------------- |
| NAME             | Raymond, Alex              |
| KURZBESCHREIBUNG | US-amerikanischer Zeichner |
| GEBURTSDATUM     | 2. Oktober 1909            |
| GEBURTSORT       | New Rochelle               |
| STERBEDATUM      | 6. September 1956          |